# Dillenburg (zamek)
Dillenburg (niem. Dillenburger Schloss) – zamek w Dillenburgu w Niemczech, w kraju związkowym Hesja, istniejący od średniowiecza, na początku XVI w. rozbudowany w twierdzę, stanowiący siedzibę książąt Nassau-Dillenburga, zniszczony w XVIII w.

## Historia
Uważa się, że zamek Dillenburg powstał staraniem hrabiego Nassau Henryka Bogatego. Zniszczony na początku XIV w., został zapewne szybko odbudowany, a w 1344 położona u jego stóp osada otrzymała prawa miejskie. W XV w. rozpoczęto rozbudowę założenia w kierunku południowym, wznosząc tzw. „nowy zamek”. W pierwszej połowie XVI w. hrabia Nassau-Dillenburg Wilhelm Bogaty przekształcił zamek w nowoczesną fortecę z bastionami. Dodatkowe umocnienia od strony południowej wykonano w pierwszej połowie XVII w. na początku wojny trzydziestoletniej, podczas której twierdza wytrzymała oblężenie.
Dillenburg był siedzibą orańskiej linii dynastia Nassau, a od XVI w. hrabiów Nassau-Dillenburg. Tutaj książę Wilhelm I Orański miał przyjąć delegację stanów niderlandzkich proszącą go o poprowadzenie ich w walce o niepodległość.
Zamek został zniszczony 13 lipca 1760 podczas wojny siedmioletniej wskutek pożaru wywołanego ostrzałem oblegających go wojsk francuskich. W 1768 zburzono budynki i naziemne części obwarowań. Miejsce to wykorzystywano jako kamieniołom, a ostatecznie zrównano w drugiej połowie XIX w. Do dziś z zamku zachował się tylko jeden budynek, „wysoki mur” od strony miasta, a także dwa z czterech dawnych bastionów i odsłonięte w XX w. potężne kazamaty.
Na terenie dawnego zamku (w miejscu dawnego górnego dziedzińca zamkowego) w latach 1872–1875 dla uczczenia księcia Wilhelma I Orańskiego wzniesiono wieżę Wilhelmsturm, w której obecnie znajduje się muzeum dynastii orańskiej-Nassau. Z kolei we wzniesionym w 1914 neoklasycystycznym budynku Villa Grün w 1983 umieszczono muzeum gospodarki.

## Galeria

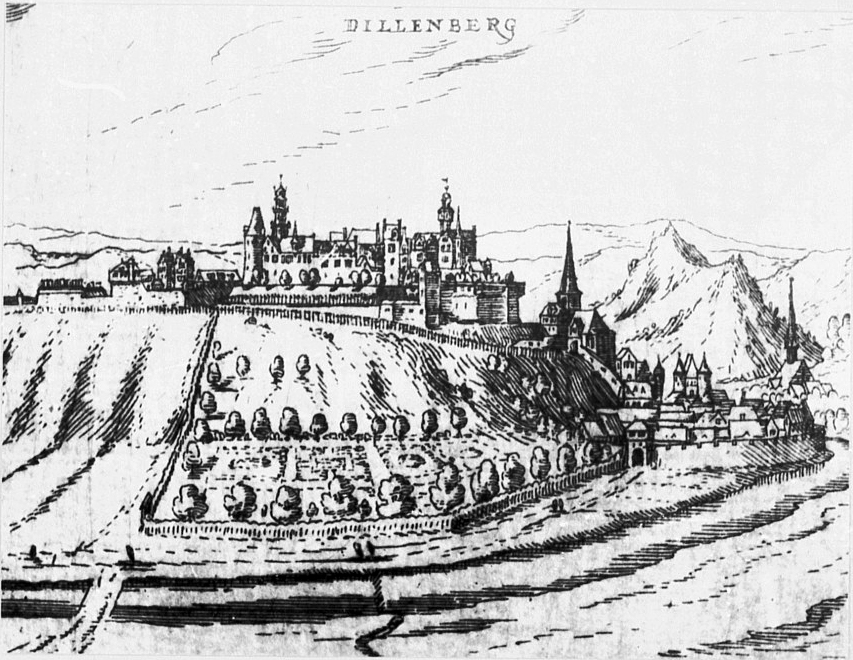
Widok zamku w 1605
Plan zamku z 1763
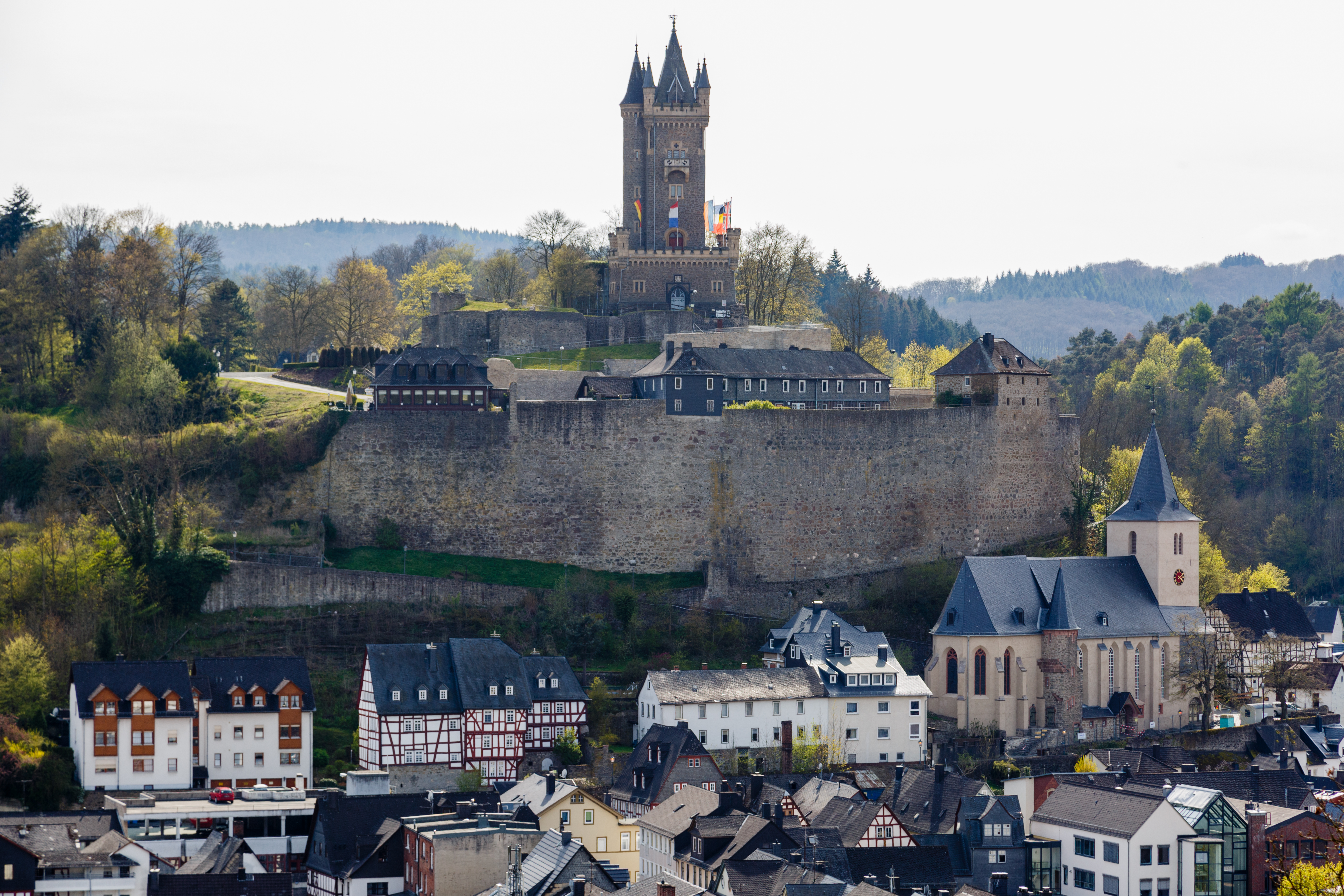
Wzgórze zamkowe współcześnie (2017; na pierwszym planie „wysoki mur”, na szczycie Wilhelmsturm)